# Ferdinand Ewald
Karl Friedrich Ferdinand Ewald (* 26. November 1846 in Berlin; † 27. November 1928 ebenda) war Vergolder und Mitglied des Deutschen Reichstags.

## Leben
Ewald besuchte die Volksschule in Berlin und lernte von 1860 bis 1864 den Beruf des Vergolders. Er bereiste als Handwerksbursche Deutschland und war ab 1882 selbstständiger Meister. Weiter war er Mitbegründer der Fachvereine und Vorsitzender des Vergolder-Fachvereins. 1884 wurde er erster Expedient des Berliner Volksblattes (Vorwärts). Mitglied der Stadtverordnetenversammlung Berlin 1884/1885. Am 14. Dezember 1884 wurde er auf Grund des Sozialistengesetzes aus Berlin ausgewiesen. Er gründete ein Zigarrengeschäft in Brandenburg an der Havel und wurde 1887 Buchdruckereibesitzer und Redakteur der Brandenburger Zeitung. Auch war er Mitbegründer des Konsumvereins Brandenburg und Vorsitzender des Aufsichtsrats desselben. Ab 1895 war er wieder in Berlin. Von 1895 bis 1905 war er Gastwirt und bis 1907 Vorsitzender des Verbandes der freien Gast- und Schankwirte. Auch war er Stadtverordneter in Berlin.
Von 1913 bis 1918 war er Mitglied des Deutschen Reichstags für den Wahlkreis Potsdam 9 (Zauch-Belzig, Jüterbog-Luckenwalde) und die SPD.